# Anatoliy Pakhtusov
Anatoliy Pakhtusov (né le 17 avril 1985 à Mirnoye dans l'oblast de Donetsk) est un coureur cycliste ukrainien.

## Palmarès
- 2008[1]
  - 1re étape du Tour de la Vallée d'Aoste
  - Circuito Alzanese
  - 2e du Trophée Stefano Fumagalli
  - 3e du Tour de la Vallée d'Aoste
- 2009
  - Grand Prix Jasnej Góry
- 2011
  - 2e de l'An Post Rás
  - 2e du championnat d'Ukraine sur route
- 2012
  - 1re étape du Grand Prix de Sotchi
  - 2e étape du Tour de Szeklerland
  - 2e du Tour de Szeklerland
  - 2e du Puchar Ministra Obrony Narodowej
  - 3e du Grand Prix de Sotchi
- 2013
  - Grand Prix de Donetsk
- 2015
  - 2e du Grand Prix de Vinnytsia
  - 3e de l'Horizon Park Race for Peace

## Classements mondiaux
| Année           | 2006 | 2007 | 2008 | 2009 | 2010 | 2011 | 2012 | 2013 | 2014 |
| --------------- | ---- | ---- | ---- | ---- | ---- | ---- | ---- | ---- | ---- |
| UCI Asia Tour   |      |      |      |      |      |      | 346e |      |      |
| UCI Europe Tour | 710e | 967e | 455e | 442e |      | 158e | 103e | 135e | 511e |